# ستون (باكينجهامشير)
ستون (بالإنجليزية: Stone, Buckinghamshire)‏ هي قرية تقع في المملكة المتحدة في إنجلترا.  يقدر عدد سكانها بـ 2,587 نسمة .